# NGC 6861C
NGC 6861C (другие обозначения — PGC 64107, ESO 233-31) — линзообразная галактика (S0) в созвездии Телескоп.
Этот объект не входит в число перечисленных в оригинальной редакции «Нового общего каталога» и был добавлен позднее.